# Mirko Hrgović
Mirko Hrgović (* 5. Februar 1979 in Sinj, SFR Jugoslawien) ist ein ehemaliger Fußballspieler. Er spielte für die bosnische Fußballnationalmannschaft. Er hat sowohl die kroatische als auch die bosnische Staatsangehörigkeit. Letztere nahm er an, um auf internationaler Ebene (Nationalmannschaft) spielen zu können.

## Spielerkarriere

### Verein
Er wechselte im Jahr 2003 zum VfL Wolfsburg, zuvor war er in Kroatien für Hajduk Split, Gamba Osaka und NK Široki Brijeg aktiv gewesen. Hrgović kam während seiner Zeit in Wolfsburg zu 23 Bundesligaeinsätzen. Während der Saison 2005/2006 löste er seinen Vertrag in Wolfsburg auf und wechselte zurück zu Hajduk Split. Seit Februar 2008 spielte er für den japanischen Erstligaverein JEF United, doch bereits im Juli desselben Jahres kehrte er nach Kroatien zurück und unterschrieb dort einen Drei-Jahres-Vertrag mit Dinamo Zagreb. Am 17. Juli 2009 vermeldete die SpVgg Greuther Fürth, dass man sich mit Hrgović auf einen 2-Jahres-Vertrag geeinigt habe. Am 25. November 2009 wurde er dort nach einem Konflikt mit Trainer Benno Möhlmann wieder entlassen und der Vertrag aufgelöst. Im Januar 2010 wechselte er zurück zu NK Široki Brijeg. Nach weiteren Stationen in Kroatien und Griechenland beendete er im Sommer 2016 seine Karriere.

### Nationalmannschaft
Für die bosnisch-herzegowinische Nationalmannschaft absolvierte der Mittelfeldspieler 13 Länderspiele.

## Privates
Seine Schwester Ivanka Hrgović ist kroatische Handballnationalspielerin.